# Chilostoma pentheri
Chilostoma pentheri is een slakkensoort uit de familie van de Helicidae. De wetenschappelijke naam van de soort is voor het eerst geldig gepubliceerd in 1901 door Sturany.